# Цианурхлорид
Цианурхлорид — хлорангидрид циануровой кислоты, 2,4,6-трихлор-1,3,5-триазин. Бесцветные кристаллы с резким запахом. Цианурхлорид хорошо растворим в ацетоне, хлороформе и др. органических растворителях, плохо растворим и постепенно гидролизуется в воде, образуя циануровую кислоту.

## Синтез
Основным промышленным методом получения цианурхлорида является каталитическая тримеризация хлорциана:
{\displaystyle {\mathsf {3ClCN\rightarrow C_{3}N_{3}Cl_{3}}}}
Реакция проводится либо в газовой фазе при температуре 350—450 °C в присутствии активированного угля, либо в жидкой фазе в присутствии соляной кислоты или хлорида железа (III) при 300 °C, 4 МПа (40 кгс/см2).

## Биологические свойства
Оказывает  токсическое действие при проглатывании и вдыхании, раздражает глаза и кожу.

## Химические свойства
Атомы хлора в цианурхлориде можно заместить на различные функциональные группы при воздействии нуклеофилов, например на RO — (действием спиртов, фенолов), RNH — (действием первичных аминов) или NH2 — (действием аммиака).

## Применение
Цианурхлорид применяют главным образом в производстве гербицидов триазинового ряда, оптических отбеливателей, активных триазиновых красителей и т. п.
В препаративной органической химии цианурхлорид используется в синтезе хлорангидридов из карбоновых кислот: